# Csinibabák
A Csinibabák (eredeti cím: Cupcakes) 2013-ban bemutatott feliratos, egész estés izraeli–francia film, amelyet Eytan Fox írt és rendezett. A zenéjét Haim Frank Ilfman szerezte, a producere Lauranne Bourrachot és Marco Cherqui volt, a főszerepekben Dana Ivgy, Yael Bar-Zohar, Ofer Shechter és Anat Waxman látható.
Magyarországon 2013. december 26-án mutatták be.

## Szereplők
| Szereplő | Színész        | Magyar hang |
| -------- | -------------- | ----------- |
| Dana     | Dana Ivgy      |             |
| Yael     | Yael Bar-Zohar |             |
| Ofer     | Ofer Shechter  |             |
| Anat     | Anat Waxman    |             |